# Рибне (заповідне урочище, Сторожинецький район)
Ри́бне — заповідне урочище в Україні. Розташоване в межах Сторожинецького району Чернівецької області, на північ від села Нова Красношора. 
Площа 10 га. Статус присвоєно згідно з рішенням облвиконкому від 30.05.1979 року № 198. Перебуває у віданні ДП «Сторожинецький лісгосп» (Чудейське л-во, кв. 13, вид. 9, 11, 12). 
Статус присвоєно для збереження частини лісового масиву зі смереково-буково-ялицевими насадженнями навколо ставків.